# 엘리먼트 헌터
《엘리먼트 헌터》(영어: Element Hunters 엘리먼트 헌터스[*], 일본어: エレメントハンター 에레멘토한타[*])는 일본의 만화가 나카시마 유키가 집필한 만화이자, 대한민국의 희원 엔터테인먼트와 일본의 NHK 엔터프라이즈가 이를 바탕으로 공동 제작한 애니메이션이다.

## 개요
시대적 배경은 2089년으로 원소가 없어져 천재지변이 일어나게 된 지구를 구하기 위해 차원을 넘어 임무를 수행하는 렌,키아라,호미의 모험과 각박한 사랑을 다루었다. 일찍이 인기를 얻은 버추얼 3부작의 후속작이며, 최신 이론을 대담하게 도입하여 교육적 측면이 강한 애니메이션으로 제작되었다.

## 방송 일시
| 방송 채널 | 방영일                             | 방영 시간                            | 비고  |
| --------- | ---------------------------------- | ------------------------------------ | ----- |
| KBS 1TV   | 2009년 11월 14일 ~ 2010년 8월 28일 | 주말 토 오후 1시 30분 ~ 2시          | [ 1 ] |
| KBS 2TV   | 2011년 7월 27일 ~ 2011년 9월 27일  | 평일 월 ~ 금 오후 3시 5분 ~ 3시 35분 |       |
| KBS 2TV   | 2013년 4월 4일 ~ 2013년 6월 12일   | 평일 월 ~ 목 오후 4시 ~ 4시 30분     |       |

## 등장 인물
- 왼쪽은 일본어판 성우진, 오른쪽은 한국어판 성우진.
- 같은 등장 인물의 이름이 서로 다른 경우 왼쪽은 일본어판에서의 이름, 오른쪽은 한국어판에서의 이름.

### 지구 팀
- 렌 카라스(Ren Karas)
  - 성우 : 혼조 유타로 / 정미숙

주인공으로 2077년 9월 생이며, 마호로바 시에 사는 호기심 왕성한 13세 소년이다. 공부는 서투르고, 수업 중에는 매일 같이 자고 있다. 좋아하는 일에는 흠뻑 빠져든다. 그러나 흥미가 없는 것에는 가능한 한 관련되고 싶지 않다고 생각하고 있어 거의 남에게 일임하고 있다. 집은 정식가게를 경영하고 있고, 렌도 심부름을 하게 하고 있다. 엘리먼트 헌터의 임무에 얽매이고 성적이 떨어져 부모님에게 야단 맞지만, 할 일은 한다'라고 약속해 허락받을 수 있었다. 미션에서는 주로 QEX와의 전투로 활약하지만, 가끔 낙관해 버리는 경향이 있다. 상당히 벌레를 좋아하는 사람이나, 연애는 서투르다. 초등학생 시절에는 《극비 닌자 부대 엘레먼트 파이브》를 매번 키아라의 집에 다니면서 보고 있었다. 원소 소실을 해결한 후에는 아리 등과 서로 연락을 하면서 부모님과 변함 없이 건강한 일상을 보내고 있다.
- 키아라 피리나(Chiara Ferina 치아라 페리나[*])
  - 성우 : 에노모토 아쓰코 / 서지연

2077년 8월 생. 13세의 말괄량이 여자 아이로, '내 말이 법이야!'라고 말하는 버릇이 있다. 사는 곳은 마호로바 시이다. 여배우인 어머니가 있지만, 항상 일로 인해 집에 없기 때문에 실업자인 아버지와 단 둘이 생활하고 있다. 가사는 모두 그녀가 하고 있다. 멋쟁이를 좋아하는 사람이지만 낙지 등의 연체동물을 싫어한다. 한편, 야무져서 자기중심적으로 보이지만 실은 동료 생각이 많고 섬세한 면도 있는 사람이다. 생각한 것은 뭐든지 분명히 입에 대어, 도덕적인 개념이나 스스로 한다고 결정한 것은 반드시 실천하는 타입이다. 떨어져 살고 있는 어머니에게는 반발하면서도 응원하고 있다. 초반에서는 렌이 아리를 의식하고 있는 것이 마음에 들지 않는 모습이었지만, 17화 이후로 자신에게의 태도가 극적으로 바뀐 로드니를 의식하게 된다. 최종회에서 11차원 출발전의 고백의 대답대로 로드니와 둘이서 케이크 상점으로 가려고 한다. 하지만, 그러던 도중에 연락을 받아 호텔 철거 현장에 가면서 첫 데이트는 그대로 전원이 렌의 집에 가게 되어 취소되었다.
- 호미 난디(Homi Nandie)
  - 성우 : 쿠와시마 호코 / 오인실

2077년 10월 생으로 나이는 12세(8화에서 13세)이며, 마호로바 시에 산다. 렌과 키아라의 친구이다. 2명과 달리 소극적인 성격으로, 항상 집단 안에서 중립을 유지하고 싶어하는 방어형의 인물이다. 언제나 싸움이 붙는 2명을 말리는 역할을 한다. '뭐라고 말해야 할지…'라고 말하는 버릇이 있다. 2명으로 의기 투합할 때까지는 꽤 학교에 가지 못하고 집에 있는 일이 많았다. 신체가 약한 반면, 우수한 두뇌를 살려 실전에서는 참모로서 부동의 위치를 쌓아 올린다. 상냥하고 온화한 성격으로, 화내는 것은 절대로 없다. 어릴 적의 검사에서는 차원 필터 로브가 충분히 있었기 때문에 콜로니에서 살 수가 있는 자격을 가지고 있었지만, 심장 질환 때문에 지구에 사는 수양부모에게서 자라게 되었다. 현재는 양부모와 기르는 개인 세나와 살고 있다. 학자 타입으로 열중하면 주위가 안보이게 되기 쉽다. 네오 QEX에 독차지해졌을 때 입수한 한나의 머리카락의 DNA 감정을 통해 그녀와 남매인 것이 밝혀진다. 최종회에서는 한나의 심부름꾼이 되어 그녀를 옆에서 지지하고 있다.
- 에이미 카(Aimee Carr)
  - 성우 : 마야마 아코 / 윤소라

2024년 생으로 2086년에 사망하였다(향년 63세). 미래 프로잭트 과학자로 위에서 기술한 3명을 엘리먼트 헌터로 임명한 여성이다. 이미 사망했기 때문에 현재는 홀로그램으로 존재하고 있으며, 정부 수뇌부로부터 경계의 대상으로 지목받고 있다. 이미 원소 소실의 진상을 잡고 있는 것 같아서 스스로가 가질 수 있는 정보를 아리에게만 이야기했다. 5살 때 부모가 해일로 목숨을 잃어 그 원인이 지구 때문이라고 믿은 그녀는 '지구 따위 없어져 버려!'라고 외친다. 그것이 11차원에서 존재(시공벌레)가 각성 · 감지해 지구의 원소 소실을 일으켰다. 마지막 이야기에서는 11차원에 기록된 과거의 자신의 잔상을 설득하기 위해 3명의 힘을 빌려 11차원에 실체화한다. 그것과 동시에 지구의 네트워크에서 자신의 데이터를 소거해 톰에게 넘기면서 지구를 떠났다.
- 유노(Juno 주노[*])
  - 성우 : 나카야마 사라 / 박지윤

카 박사가 만든 유능한 인조 인간 소녀로 카 박사의 기억이 그대로 복사되어 있다. 렌, 키아라, 호미 3명의 지지자에 해당한다. 우는 것에 동경하고 있다. 35화에서는 네거어스에 남겨진 엘리먼트 헌터 6명을 구조하기 위해 최종 수단으로 체내의 서브 아토믹 칩에 필요 정보를 써 그녀를 지구의 핵으로 보내 원소 소실의 흐름에 태워 정보를 네거어스까지 보낼 계획에 따라 스스로를 희생했다. 소멸 직전에 눈물을 흘리면서 꿈을 이루었다. 소멸 후에도 홀로그램 녹화 영상이나 11차원에서 이미지를 구현하는 장면 등에서 가끔 등장했다. 마지막 이야기의 마지막 장면에서는 그녀와 똑같이 생긴 소녀가 등장한다.

### 콜로니 팀
- 아리 코넬리(Ally Connolly 알리 코놀리[*])
  - 성우 : 고바야시 사나에 / 이선

2076년 3월 생으로 본래 콜로니 팀의 리더였으며, 나이는 14세이다. 엘리먼트 헌터가 되기 위한 교육 밖에 받아 오지 않았기 때문에 요리는 골칫거리이다. 이집트 출신이지만, 그녀의 고향은 이미 원소 소실로 인해 소멸하였다. 오랫동안 자유로운 콜로니에서 생활하고 있던 탓인지 지구의 문화에 쇼크를 받고 있다. 또, 교제에 익숙하지 않았다. 하지만, 훈련생 시대부터 뛰어난 재능을 발휘하고 있어 당시는 아이돌과 같은 인기인이었다. 원소 소실 해결 후에는 콜로니에 돌아와서 연구를 이어간다.
- 로드니 포드(Rodney Ford)
  - 성우 : 사사키 노조무 / 양석정

2077년 1월 생으로 나이는 13세이며, 콜로니 팀의 실제 부대장적인 존재이다. 초반에는 지구 팀을 업신여긴 태도를 취하고 있어 적대 의식이 지극히 강했지만, 서서히 그 성격이 약해졌다. 이전에는 고지식하고 농담이 통하지 않는 분위기였지만, 한나가 리더가 되고 나서는 톰이나 한나에게 농담을 치는 등 조금 익살스러운 면도 나왔다. 17회에서 본심을 털어놓아 서로 이야기한 것을 계기로 키아라에 호의를 가지기 시작해 35화에서 기세로 고백했다. 아버지에게 '엘리먼트 헌터를 그만두고 공부에 전념하라'고 강요당하고 있지만, 본인은 이 일에 자부심을 느끼고 있기 때문에 그만둘 생각은 없다고 한다. 네거어스로의 임무 이외는 트레이닝 룸에서 몸을 단련하고 있는 것이 많다. 취미는 클래식을 듣는 것이다. 최종회 종반에서는 키아라와 사이가 좋아졌고, 초기와는 성격이 변해 웃는 얼굴이 늘어났다.
- 톰 벤슨(Tom Benson)
  - 성우 : 스야마 아키오 / 남도형

2077년 2월 생으로 나이는 13세이다. 광물 매니아로, 한나의 대 팬이다. 한나의 진짜 성격을 알아도 환멸하지 않는다. 탁월한 기계공학, 전기 공학의 기술을 가진 콜로니 팀의 엔지니어로, 현장에서의 과학적 분석을 이익으로 삼는다. 콜로니 팀이 네거어스로 활동하는데 있어서의 편리한 장비를 만들 수도 있어 그 장비는 회를 거듭할 때마다 성능이 높아지고 있다. 그 외 위인의 명언, 명구에도 자세한 등 지식 범위가 비정상으로 넓다. 무슨 일이든 과장되게 해,광적으로 파고 들어 재미있어하기도 한다. 통찰력이 날카롭고, 로드니와 키아라의 사이에 연애 감정이 있는 것을 깨닫고 있다. 한나를 공주님이라고 불러 그녀의 머슴행세를 한다. 호미와 한나가 남매라고 안 뒤는 한나에 조언을 하거나 호미의 전언을 맡거나 하는 등 2명의 사이를 중개했다. 최종회에서 호텔의 철거지를 거점으로 한 지구 환경 재생 계획의 책임자가 되었다.
- 한나 웨버(Hannah Weber)
  - 성우 : 야마구치 리에 / 배정미

세계적 규모의 톱 아이돌이다. 2079년 12월 생으로 나이는 11세. '하나같이 마음에 안들어'라고 말하는 버릇이 있다. 크루거의 연줄로 중반부에 사망처리된 아리 코넬리를 대신해 엘리먼트 헌터 팀의 최연소 리더가 된다. 보기와는 달리 머리도 비상하고, 지식도 풍부하다만 실전경험도 부족하고 제멋대로라서 전혀 리더로 보이지 않는다. 콜로니에서 유전자 조작으로 모든 환경에 적응 가능한 인공적으로 만들어낸 인간으로 태어나, 어렸을 때부터 따돌림을 받아왔으며, 크루거의 꼭두각시 신세를 면치 못하고 있었다. 호미 난디와 같이 태어난 쌍둥이 남매지만, 호미는 한나와는 달리 심장이 약해서 태어나자마자 지구로 내려보냈기 때문에 서로 모르고 있었다. 그래서인지 외계생명체가 저 둘을 잡아다가 기억을 훑어보고 돌려보내기도 했다. 후반부에 호미가 한나에게 자신이 오빠라고 고백하면서 엔딩에서는 다시 배우로 돌아왔으며, 호미는 매니저일을 하고 있다.
- 데이비드 코프(Commander David Koch 커맨더 데이비드 코프[*])
  - 성우 : 구로다 다카야 / 故 오세홍

콜로니 팀의 사령관이다. 외모와는 달리 인정많은 사람으로 콜로니 팀에게 지구 팀은 무시하라고 말했지만, 정부 수뇌부의 지구 팀 배제 명령에는 '거기까지 할 필요는 없다'라고 난색을 나타냈다. 카 박사를 조사하는 아리에게 종종 경고하지만, 짓궂게도 그것이 그녀의 불신감을 부추겨 버린다. 37화에서 쿠데타를 완수하지 않는 가와시마(크루거)의 야망을 저지한다고 하는 위업을 완수했다.
- 제로
  - 성우 : 야스이 구니히코

콜로니 정부의 부통령이다. 물론 대통령도 있지만, 그가 실질적인 정부 수뇌부의 우두머리이다. 원소 소실이라고 하는 원인마저 알 수 없고 어려운 일에 직면해 무엇을 하기에도 헌터들에게 맡길 수 밖에 없고, 게다가 코프, 가와시마(크루거), 마지모토(타이탄) 등의 부하들은 신용할 수 없으면 꽤 괴로운 입장에 처한다. 파트를 손에 넣기 위해 '지구 팀을 구속해 카 박사의 거점을 밝힌다', '지구 팀의 부모에게 압력을 가한다'는 등 비겁한 생각을 제안하지만, 지구를 구할 의지가 있다. 과학자로서 순수하게 지구를 생각한 나머지 선민사상적인 생각을 가지고 있어 카 박사나 코프 사령관으로부터 의심을 받고 있었으나, 카 박사의 호소로 지구의 미래를 아이들에게 맡기기로 합의했다.
- 가와시마 지카라/크루거
  - 성우 : 오바야시 류스케 / 김준

콜로니 정부의 장관이다. 한나의 양부로 아빠라고 부르지만, 훈련을 강요하거나 그녀에게 직접 '너는 도구다'라고 말하거나 한나를 스스로의 수족으로 밖에 인식하고 있지 않다. 화성으로의 이주 계획에 대해서 강한 주장을 가지고 있어 31화에서 원소 소실은 지구 이외에서도(물론 화성에서도) 일어난다고 알아도 강행한다(그 이유는 화성 이주 계획이 확정하면 자신에게 이익이 돌아오기 때문이다.). 그 때문에 한나에게 지구 팀을 방해하도록 시킨다. 32화에서 한나에게 폭탄을 건네준 것으로부터 그녀의 생사까지는 생각하지 않는 모습. 그것이 한나에게 깊은 마음의 상처를 주어 자살 미수로까지 몰아넣었다. 그러나 체인디니(모나)한테 내부 고발을 해 코프 사령관이 검거하였다. 하지만, 끝까지 한나에게 방해의 지령을 계속 주는 등 권력에 집착한 모습을 보였다.
- 마지모토/타이탄
  - 성우 : 사카구치 고이치 / 이광수

콜로니 정부의 간부의 한 사람으로, 카 박사의 협력자이다. 예전에 그녀와 함께 연구를 진행하고 있던 멤버이기도 하다. 지구를 버릴 생각은 없다. 그래서 서브 아토믹 칩을 개발했다. 유노를 핵으로 보낸다고 할 계획에 협력해 콜로니에서 지구로 떠났다.
- 체인디니/모나
  - 성우 : 시바하라 지야코 / 최문자

콜로니 정부의 간부 중 한 명이다. 가와시마(크루거)의 계획에 가담하고 있어 제로나 마지모토의 움직임을 보고하거나 그로부터 한나의 극비 사령을 부탁받거나 하고 있는 가와시마의 스파이적 존재이다. 마지모토(타이탄)가 카 박사 및 지구 팀측의 협력자인 것에 불만이 있는 모습이다. 하지만, 마침내 가와시마(크루거)에게 불똥이 튀어 내부적으로 고발당하였다. 그 이유는 병약한 어머니를 보살피고 있을 뿐만 아니라, '지구에서든 화성에서든 생존률이 같다'고 판명했기 때문이다.

### 그 외
- 댄 카라스(Dan Karas)
  - 성우 : 고야마 리키야 / 이광수

렌의 부친으로 렌에게서는 아빠, 키아라와 호미에게는 아저씨라고 부른다. 아내인 앤과 식당을 경영하고 있다. 공부를 소홀히 하고 있는 렌을 꾸짖지만 그가 무엇인가를 열심히 노력하고 있는 것을 깨닫는 등 좋은 부친이다. 부친은 우주비행사로 생전의 카 박사의 지휘 아래 초기의 네거어스 탐사 임무를 수행하였으나, 네거어스서 일어난 사고(QEX의 공격을 당한 것으로 추정.)로 사망하였다. 24화에서 부친의 성묘 도중 원소 소실로 큰 부상을 당해 입원 하였지만, 31화에서 이미 상처가 나아 퇴원하였다.
- 앤 카라스(Ann Karas)
  - 성우 : 히라마쓰 아키코 / 조진숙

렌의 모친으로 렌에게는 어머니, 키아라와 호미에게는 아줌마라고 부른다. 렌이 그녀를 보고 '매우 강한 것 같다'고 밝혔다. 아들의 연애 이야기를 아주 좋아하고, 4화에서는 렌과 키아라를 연인으로 착각 해 9화에서는 렌이 한밤 중에 빠져 나가는 이유(엘리먼트 헌터의 임무 때문이었지만 본인은 그것을 알지 못하고)도 연애 때문이라고 생각했다. 아리를 보고'한나를 닮았다'라고 말한 적이 있다.
- 준 카라스(Jun Karas)

렌의 조부로 2070년에 에이미 카의 실험 사고로 사망하였다. 이 사고를 계기로 에이미 카는 콜로니에서 추방되어 지구로 돌아간다.
- 로버트 피리나(Robert Ferina 로버트 페리나[*])
  - 성우 : 히라타 히로아키 / 故 김일

키아라의 부친으로 키아라에게는 아빠라고 불린다. 작가 활동을 하고 있다. 키아라가 그를 보고 '믿음직스럽지 못할 정도로 상냥하다'고 밝혔다. 딸을 매우 좋아한다. 여배우를 목표로 하는 나오미에게 '꿈을 포기하지 마라'고 하는 등으로 좋은 부친이다. 37화에서 취미의 공작을 다한 결과 네오 니트라는 새로운 직업을 찾아냈다.
- 나오미 피리나(Naomi Ferina 나오미 페리나[*])
  - 성우 : 가와나미 요코 / 배정미

키아라의 모친으로 키아라에게는 엄마라고 부른다. 액션 여배우로, 키아라와 로버트와는 떨어져 살고 있다. 영화 《붉은 가면》의 주연이었지만, 촬영 도중에 티탄 소실이 일어나 예산의 대부분을 사용한 세트가 완파되어 촬영이 중지되었다. 《극비 닌자 부대 엘리먼트 파이브》의 엘리먼트 레드 역이기도 하다. 로버트나 키아라한테 '꿈을 포기하지 마라'는 소리를 들은 뒤로, 여배우 일에 전념하고 있다. 최종회에서는 한나와 공동 출연하였다.
- 수렌드라 난디(Surendra Nandie)
  - 성우 : 시노하라 디이사쿠

호미의 양부로 호미에게는 할아버지라고 부른다. 위대한 공적을 가진 사람이며 이미 사망하였다.
- 락시미 알리(Lakshmi Ali)/락시미 난디(Lakshmi Nandi) : 호미의 양어머니.
  - 성우 : 마에다 도시코 / 유지영
- 빈센트 포드(Vincent Ford)
  - 성우 : 우가키 히데나리

로드니의 부친으로 로드니에게는 아빠라고 부른다. 가와시마와 대등해 극중에 등장하는 부친으로는 더욱 아래에 위치하는 존재이며, 댄 및 로버트의 반대 관계에 있는 캐릭터이다. L & V중공업의 CEO로 화성 이주 계획 사업을 실시해 정치가를 목표로 하고 있다. 아들이 자신의 후계자가 되는 것을 바라고 있어 항상 아들이기 때문에를 생각하고 최선을 다하고 있으며 굳게 결심하고 있다. 하지만, 그 애정은 바로 그 아들에게 있어서는 돈 욕심에 지나지 않고 로드니의 의사와는 상반되는 것이다. 최근에는 엘리먼트 헌터 은퇴를 강요하고 있다.
- 사브리나 포드(Sabrina Ford)
  - 성우 : 세키야마 미사키

로드니의 모친.

## 목소리 출연
메인 주연
- 정미숙
- 서지연
- 오인실
- 박지윤
- 윤소라
- 이선
- 양석정
- 남도형
- 배정미

조연
- 오세홍
- 김준
- 이광수
- 이재용
- 최문자
- 조진숙
- 김일
- 김규식
- 유지영

단역
- 김익태
- 김민석
- 고재균
- 곽윤상
- 김정아
- 박경혜
- 박희은
- 방우호
- 변현우
- 엄태국
- 오길경
- 유동균
- 유해무
- 이계윤
- 이규화
- 이현주
- 임미진
- 장호비
- 전광주
- 전숙경
- 주재규
- 최원형

## 제작진
- 기획 : 유경탁, 김영애, 가메무라 데쓰오, 우노사와 신, 사토 아키히로, 아마기 유키히코
- 원안 : 이토 가즈노리
- 감독 : 홍헌표, 오쿠무라 요시아키
- 시리즈 구성 : 아라카와 나루히사
- 캐릭터 원안 : 오쿠무라 다이고
- 캐릭터 디자인 : 유봉현
- 설정 : 가네코 류이치(SF 설정), 무라카미 마사토(과학 고증)
- 미술 : 봉하권, 사카모토 노부히토
- 음악 : 사하시 도시히코
- 음향 감독 : 나카노 토오루
- 프로듀서 : 이순주, 김선태, 신주희, 가게야마 야스오
- 제작 총괄 : 스가야마 아케미
- 총 작화 감독 : 유봉현
- 촬영 감독 : 이석범, 나세윤
- 각본 : 아라카와 나루히사
- 콘티 : 오쿠무라 요시아키
- 연출 : 이종경
- 작화 감독 : 임효경, 이현정
- L/O : 이주학, 이방원, 김현, 김종용, 오양현
- 원화 : 이주학, 이방원, 정미영, 오양현,조은주, 김영일, 류동균, 박애리, 오두형, 김도경
- 동화 체크 : 박인정
- 동화 : 유연숙, 문정숙, 신현미, 박정인, 이성진, 박은영, 김예슬, 임소희, 이정은, 임정은, 이경희, 신선미, 박영희, 민현숙, 성은희
- 색지정 : 고윤혜
- 스캔 : 황혜숙
- 채색 : 김선희, 이봉주, 이진희, 김희정, 이정숙, 손희수, 문샛별
- 촬영 : 김신영, 한국주, 최경수, 최영무
- 3차원 제작 : 박스피시
- 배경 : 봉하권, 송기동, 유순희, 이윤지, 강희경, 남미영
- 편집 감독 : 세야마 다케시
- 음향 효과 : 우라하타 마사루
- 음악 제작 : 노자키 게이치
- 오프닝 주제가 : First Pain
  - 작사 · 작곡 : 이시카와 지아키
  - 편곡 : 니시다 마사라
  - 가수 : 최선덕(대한민국)/이시카와 지아키(일본)
- 엔딩 주제가 : 수헬리베 마법의 주문
  - 작사 : 애쉬포테이토
  - 작곡 · 편곡 : 가키시마 신지
  - 가수 : 김미진, 원남규, 이대욱, 주경원(대한민국)/캇키, 애쉬포테이토(일본)

### KBS 제작진
- 제작 데스크 : 이춘무
- 제작 관리 : 권화영
- 제작 진행 : 김학기
- 협력 프로듀서 : 김충모
- 프로모션 : 박아영, 장혜원
- 고선명 레코딩 : 서울애니메이션센터, 전대현, 함종민
- 녹음 : 백광재
- 그래픽 : 권미정
- 편집 : 윤수야
- 번역 : 허상희
- 녹음 연출 : 김웅종
- 애니메이션 제작 : 희원엔터테인먼트, NHK 엔터프라이즈

## 줄거리
2029년에 세계 각지에서 원인을 알 수 없는 원소 소실 현상이 일어난다. 그러자 숲, 논과 밭, 거리, 건물, 고대 유적은 물론 식물, 동물, 인간 등 지구의 모든 생물과 무생물의 구성물질이 사라진다. 또한, 지진과 쓰나미 등의 대재앙이 발생하고 지구는 심각한 위기를 맞이하게 된다. 그로부터 60년 뒤인 2089년이 되자 세계인구는 10분의 1로 감소하였고, 살아남은 이들은 잃어버린 원소의 행방을 밝히는데 성공한다. 그 원소들은 다른 차원의 지구인 네거어스로 흘러간 것이다. 네거어스에서는 지구의 원소와 결합하여 몬스터가 된 QEX가 나타나고, 신종 몬스터 QEX와 싸워 이겨야만 원소를 되찾을 수 있게 되었다. 연방정부는 위기에 처한 지구를 구하기 위해 네거어스에 침투할 조건을 갖춘 어린이들을 모아 엘리먼트 헌터를 결성한다. 엘리먼트 헌터는 인류의 생존을 걸고 원소 회수 임무를 수행하기 위해 네거어스로 향한다. 원소에 대한 지식과 지구를 지키려는 용기와 인류에 대한 사랑을 무기로 엘리먼트 헌터들은 목숨을 건 임무에 도전한다.

## QEX
QEX(큐이엑스)는 Quint Essence X의 약자이다. 네거어스의 생물과 지구에서 흘러 들어온 5가지 포지 원소가 결합하여 QEX라는 신종 몬스터가 생긴다. 엘리먼트 헌터는 화학반응을 이용하여 QEX와 대결하고 원소를 회수한다. 포지 원소가 회수되는 것으로 본래의 생물로 돌아온다.

### 네오 QEX
21화에서 첫등장한 정체 불명의 존재이다. 6개 이상의 포지 원소로 구성되어 있기 때문에 이것이 나와도 QE 경계 체제가 발생하지 않았다. 동력원은 원자 번호 98번 캘리포늄(Cf)이다. 캘리포늄은 인공적으로 만들어지는 방사성 원소로, 통상 자연계에서 발생하는 일은 없다. 보즈-아인슈타인 상태로 응집하고 있지 않기 때문에 신체의 강도는 낮고, 가벼운 공격으로 다리가 접혀 버리지만 순간에 재생한다. 어느쪽이나 순도 100%의 바나듐으로 되어 있어 간접면의 마찰이 전혀 없다. 또 23화에서는 네고로노브스마로부터 티탄을 흡수해,토게와 같은 것으로 지구 팀을 공격. 위험도는 헤아릴 수 없다. 24화에서는 머리 부분에 원통형의 구멍을 생성시켜 거기로부터 어떠한 에너지에 의한 총알을 발사한다. 25화에서 처음으로 빛에 의해 인식하는 꽃과 같은 시각 기관을 발생시켰다. 또 지구 팀이 큰 소리를 발생시켜 접근을 시도했는데, 소수로 대답을 돌려주어 왔기 때문에 지구의 수학을 이해하고 있는 것 같다. 25화에서 머리 부분전측을 입과 같이 변형시켜,그 입으로부터 촉수를 꺼내 한나와 호미를 잡아 도망쳤다. 이후의 26화에 있어서 두 명은 꿈 속에서 자신의 기억에 조우하거나 서로가 왜일까 그리운 분위기가 있는 숲의 호반에서 조우하거나 호미는 깊은 수중에 던지는 꿈을 한나는 수수께끼의 희고 네모진 통로에서 모습 없는 발소리에 추적되는 꿈을 꾸고 있다. 전자파에 의해서 주위의 상황을 파악한다.

## 용어 · 아이템
- 엘리먼트 헌터

네거어스에 가 원소를 회수하거나 조사하는 것이 임무이다. 멤버는 모두 13세 이하의 아이로, 차원 필터 로브가 없으면 안 된다. 특수한 훈련을 해 합격한 사람이 엘리먼트 헌터가 되는 자격을 가질 수 있다.
- 네거어스

제로의 벽의 저 편에 있는 또 하나의 지구이다. 질량이나 구성 원소는 지구와 같지만 진화의 방법이 다르기 때문에 미지의 생물이 존재한다.
- 원소 소실

지구상이 있는 범위로부터 원소가 돌연 소실해 4000만 년의 시간을 넘겨 네거어스에 흐르기 시작한 것이다. 건축물이나 지반에 필요한 원소가 소실하는 것으로 마을이 괴멸하기도 한다. 원인은 지금 단계 불명. 또한 한 번 소실한 장소에서 같은 종류의 원소가 다시 소실하는 것은 적고, 역수에 있어서 거기로 이사하는 사람도 많다. 또 31화에서 달에 보관하고 있던 원소가 소실한 것으로부터,지구 이외에도 일어날 수 있는 가능성이 나왔다.
- 포지 원소

지구에 존재하는 원소로 특히, 네거어스에 흐른 원소를 가리킨다.
- 네거 원소

네거어스에 본래에 있는 원소이다.
- QEX(큐이엑스[2])

Quint Essence X의 약어로 네거어스의 생물에게 포지 원소가 5개 들어가 흉포화한 몬스터이다.
- 차원 필터 로브

뇌에 있는 네거어스를 인식하기 위한 작은 조직으로 이것이 없으면 네거어스에 진입 할 수 없다. 선천적으로 누구라도 존재하지만 살아가는데 필요가 없는 부분이기 때문에 나이를 먹을 때마다 사라진다. 그러나, 드물게 13세까지 갖춰지고 있는 아이가 있어 그 아이의 차원 필터 로브의 능력이 강한 일로 엘리먼트 헌터가 될 수 있다. 지구 팀은 차원 필터 로브를 가지고 있지만 능력이 낮고, 전원이 동시에 포털을 통하여 네가 어스에 진입 할 수 있다.
- 포털(Portal)

네거어스에 진입하기 위한 검은 구형 물체로, 차원 필터 로브를 가지는 사람만이 포털을 통하여 접근할 수 있다. 또한, 차원 필터 로브의 능력에도 차이가 있어 콜로니 팀의 경우는 능력이 높기 때문에 멤버의 한 명이 접하는 것으로 접근할 수 있지만 지구 팀의 경우는 능력이 낮기 때문에 전원이 포털에 접하지 않으면 접근할 수 없다. 이 구조에 대해서는 아직 해명하고 있지 않다.
- 엘리바일(Elebile)

원소를 회수하거나 구조를 조사하거나 하는데 사용하는 아이템이다. 통신 기능도 갖추고 있다.
- 프레파라트(Praparat)

엘리바일에 장착해 회수한 원소를 봉인할 수 있는 아이템이다. 그 밖에도 그 원소를 다시 꺼내서 사용할 수도 있다.
- 부스터 웨어(Booster Wear)

네거어스에 갈 때에 착용하는 방호복으로 내구성이 뛰어나 착용하면 신체 능력도 강화된다. QEX의 능력에 맞추고, 추가 효과를 더할 수도 있다.
- 런 드라이브(Run Drive)

콜로니 팀의 톰이 중심이 되어 개발한 탈 것으로 프레파라트 1장에서 발생하는 기체이다. 후에 지구 팀도 유노가 분석해 똑같이 개발했다. 기체 컬러 링은 각자의 도구 색을 따른다.
- 시공벌레

원래는 11차원에서 자고 있던 생명체. 5세의 에이미 카가 '지구 따위 없어져 버려!'라고 절규함과 동시에 활성화 해 지구의 원소를 다 먹으려고 했다. 벌레라고는 하나 이것은 비유로 나타낸 것이여서 실제로 벌레의 형태를 취하고 있는 것은 아니다. 또, 거대한 인형으로도 변신할 수 있다. 시간과 공간을 먹는 벌레를 톰이 비유해 렌에게 설명해 렌이 시공벌레라고 명명했다.

## 방송 회차
| 회차 | 한국 내 방송일   | 한국어 부제               | 일본 내 방송일   | 일본어 부제                     |
| ---- | ---------------- | ------------------------- | ---------------- | ------------------------------- |
| 1화  | 2009년 11월 14일 | 탄생 엘리먼트 헌터        | 2009년 7월 4일   | 이 세계로!                      |
| 2화  | 2009년 11월 21일 | 특명 사라진 원소를 찾아라 | 2009년 7월 11일  | 예상 외의 분열!                 |
| 3화  | 2009년 11월 28일 | 다시 뭉친 우리            | 2009년 7월 18일  | 우리의 재결합!                  |
| 4화  | 2009년 12월 5일  | 지구의 수호신             | 2009년 7월 25일  | 불타는 생각의 폭발!             |
| 5화  | 2009년 12월 12일 | 내 말이 법이야            | 2009년 8월 1일   | 키아라 비등(沸騰)! 내가 정의야! |
| 6화  | 2009년 12월 19일 | 아리 엽기적인 그녀        | 2009년 8월 8일   | 마음의 양성반응                 |
| 7화  | 2009년 12월 26일 | 넘지 못할 산              | 2009년 8월 22일  | 기억 속의 암흑물질              |
| 8화  | 2010년 1월 2일   | 황금을 잡는 덫            | 2009년 8월 29일  | 자존심을 건 열전도              |
| 9화  | 2010년 1월 9일   | 비밀과 약속               | 2009년 9월 5일   | 절연 각오! 허락해 줘요 엄마!    |
| 10화 | 2010년 1월 16일  | 고독한 영웅               | 2009년 9월 12일  | 우주 제일의 초유동남!           |
| 11화 | 2010년 1월 23일  | 우정의 끈                 | 2009년 9월 19일  | 인연 결합 지령                  |
| 12화 | 2010년 1월 30일  | 위험한 호기심             | 2009년 9월 26일  | 붕괴에의 호기심                 |
| 13화 | 2010년 2월 6일   | 파멸을 부르는 꽃          | 2009년 10월 3일  | 파멸을 부르는 특이한 점         |
| 14화 | 2010년 2월 20일  | 운명을 건 자유낙하        | 2009년 10월 10일 | 운명의 자유낙하                 |
| 15화 | 2010년 2월 27일  | 특명 꽃을 피워라          | 2009년 10월 17일 | 마음의 불길 일발 개화           |
| 16화 | 2010년 3월 6일   | 한나의 첫 출동            | 2009년 10월 24일 | 탄생! 초저기압 리더             |
| 17화 | 2010년 3월 13일  | 지구여 영원하라           | 2009년 10월 31일 | 공생을 엿본 날                  |
| 18화 | 2010년 3월 20일  | 우정을 향한 첫 걸음       | 2009년 11월 7일  | 제3혹성의 석양                  |
| 19화 | 2010년 3월 27일  | 살아있는 돌               | 2009년 11월 14일 | 광물이 왔다                     |
| 20화 | 2010년 4월 3일   | 위험한 수수께끼           | 2009년 11월 21일 | 수수께끼를 부르는 복제 물체     |
| 21화 | 2010년 4월 10일  | 다가오는 위협             | 2009년 11월 28일 | 알 수 없는 위협 금속 생물       |
| 22화 | 2010년 5월 1일   | 네오 QEX를 잡아라         | 2009년 12월 6일  | 조작된 원자 결합                |
| 23화 | 2010년 5월 8일   | 엄마의 꿈을 지켜라        | 2009년 12월 13일 | 티타늄 소실 꿈아 사라지지 마    |
| 24화 | 2010년 5월 15일  | 빨라지는 원소소실         | 2009년 12월 20일 | 가속되는 원소소실               |
| 25화 | 2010년 5월 22일  | 친구냐 적이냐             | 2009년 12월 27일 | 퍼스트 콘택트                   |
| 26화 | 2010년 5월 29일  | 기억 속으로 가는 여행     | 2010년 1월 10일  | 딥 메모리 다이버                |
| 27화 | 2010년 6월 5일   | 원소 회수의 의미          | 2010년 1월 17일  | 브레인 세계 밖에서 온 선물      |
| 28화 | 2010년 6월 12일  | 마그마 생명체를 찾아라    | 2010년 1월 24일  | 용암 생명 셰이프 시프터         |
| 29화 | 2010년 6월 19일  | 변신 생명체의 선물        | 2010년 1월 31일  | 해결에의 전이점                 |
| 30화 | 2010년 6월 26일  | 감추어진 음모             | 2010년 2월 7일   | 소악마의 블리자드               |
| 31화 | 2010년 7월 3일   | 용서하는 자 용서받는 자   | 2010년 2월 14일  | 용서되지 않는 실험 결과         |
| 32화 | 2010년 7월 10일  | 출동 지하 세계로          | 2010년 2월 21일  | 맨틀 돌입 땅 밑에서의 도전      |
| 33화 | 2010년 7월 17일  | 잃어버린 희망을 찾아서    | 2010년 2월 28일  | 귀환 불능 차단된 미래           |
| 34화 | 2010년 7월 24일  | 닫혀버린 문               | 2010년 3월 7일   | 카의 결단 콜로니에서의 강림     |
| 35화 | 2010년 7월 31일  | 인조인간의 꿈             | 2010년 3월 14일  | 안드로이드의 꿈                 |
| 36화 | 2010년 8월 7일   | 시간을 뛰어넘는 기적      | 2010년 3월 20일  | 시공을 넘은 기적                |
| 37화 | 2010년 8월 14일  | 차원의 문을 열어라        | 2010년 3월 20일  | 내일 11차원에서                 |
| 38화 | 2010년 8월 21일  | 파멸을 부르는 에너지      | 2010년 3월 27일  | 파멸의 정보 에너지              |
| 39화 | 2010년 8월 28일  | 미래를 향한 첫걸음        | 2010년 3월 27일  | 미래로의 특질                   |

## 미디어 믹스

### 만화
TV 애니메이션이 방영되기 전에 슈에이샤가 발행한 《V 점프》 2009년 8월호부터 원작을 재구성한 만화 연재를 개시했다. 작화는 나카시마 유키가 담당하였다. 스토리 구성은 원작을 따르고 있지만, 애니메이션과 다른 만화 원작 전개가 일부 삽입되었다. 그리고 한나는 콜로니 정부 홍보 담당자로만 등장한다. 이것은 월간 잡지 연재가 애니메이션보다 늦게 진행되었기 때문에 애니메이션과는 다른 이야기와 캐릭터를 사용하는 것이 좋을 것이라고 서로 합의하였음을 머릿말에서 밝혔다.
- 《엘리먼트 헌터》 1권 〈원소 소실〉(부제 : 엘리먼트 로스트, 2010년 1월 4일, ISBN 4-08-870027-9)
- 《엘리먼트 헌터》 2권 〈고차원의 피안〉(2010년 8월 4일, ISBN 978-4-08-870101-1)

### 소설
- 《엘리먼트 헌터 비타 스위트 메모리즈》
  - 저자 : 고야스 히데아키, 호시 기요코
  - 출판사 : 슈에이샤
  - 출간일 : 2009년 11월 20일
  - ISBN : ISBN 978-4-08-703214-7

### 게임
반다이에서 극중에 등장하는 아이템 엘리바일을 모티프로 한 액정 휴대 게임 《엘리바일 레드/블루》 및 확장 킷 프레파라트 세트를 2009년 10월 22일에 반다이 남코 게임스가 출시하였으며, 클라이막스가 개발한 닌텐도 DS용 게임 소프트웨어가 출시되었다.

## 휴방 및 결방
- 2010년 2월 13일에는 설 기획 《한국인의 문화》 1부 - 〈우리집은 한옥입니다〉편의 방영으로 인하여 결방하였다.
- 2010년 4월 17일과 4월 24일에는 특별 생방송 《천안함의 영웅들 당신을 기억합니다》 1부의 방영으로 인하여 결방하였다.
- 2011년 8월 8일에는 2011 KBS배 기계체조대회의 중계로 인하여 결방하였다.
- 2011년 8월 10일에는 2011 한중일 여자클럽축구대회의 중계로 인하여 결방하였다.
- 2011년 8월 15일에는 광복절기획 《스펀지 0》 스페셜과 《김승우의 승승장구》 재방송의 편성으로 인하여 결방하였다.
- 2011년 9월 12일에는 추석특집 《남자의 자격》의 편성으로 인하여 결방하였다.
- 2011년 9월 13일에는 추석특집 《1박 2일》의 편성으로 인하여 결방하였다.
- 2011년 9월 23일에는 2011 대학농구리그 연세대 대 고려대 경기의 중계로 인하여 결방하였다.